# 呉工廠排球チーム
呉工廠排球チーム（くれこうしょうはいきゅうチーム）は、かつて広島県呉市を本拠地に活動していた、大日本帝国海軍呉海軍工廠の実業団バレーボールチームである。
名称は資料によっては「呉（海軍）工廠バレーボールチーム」「呉工廠排球部」「呉工廠代表チーム」など。なおこの前身となったチームについても記載する。

## 概要

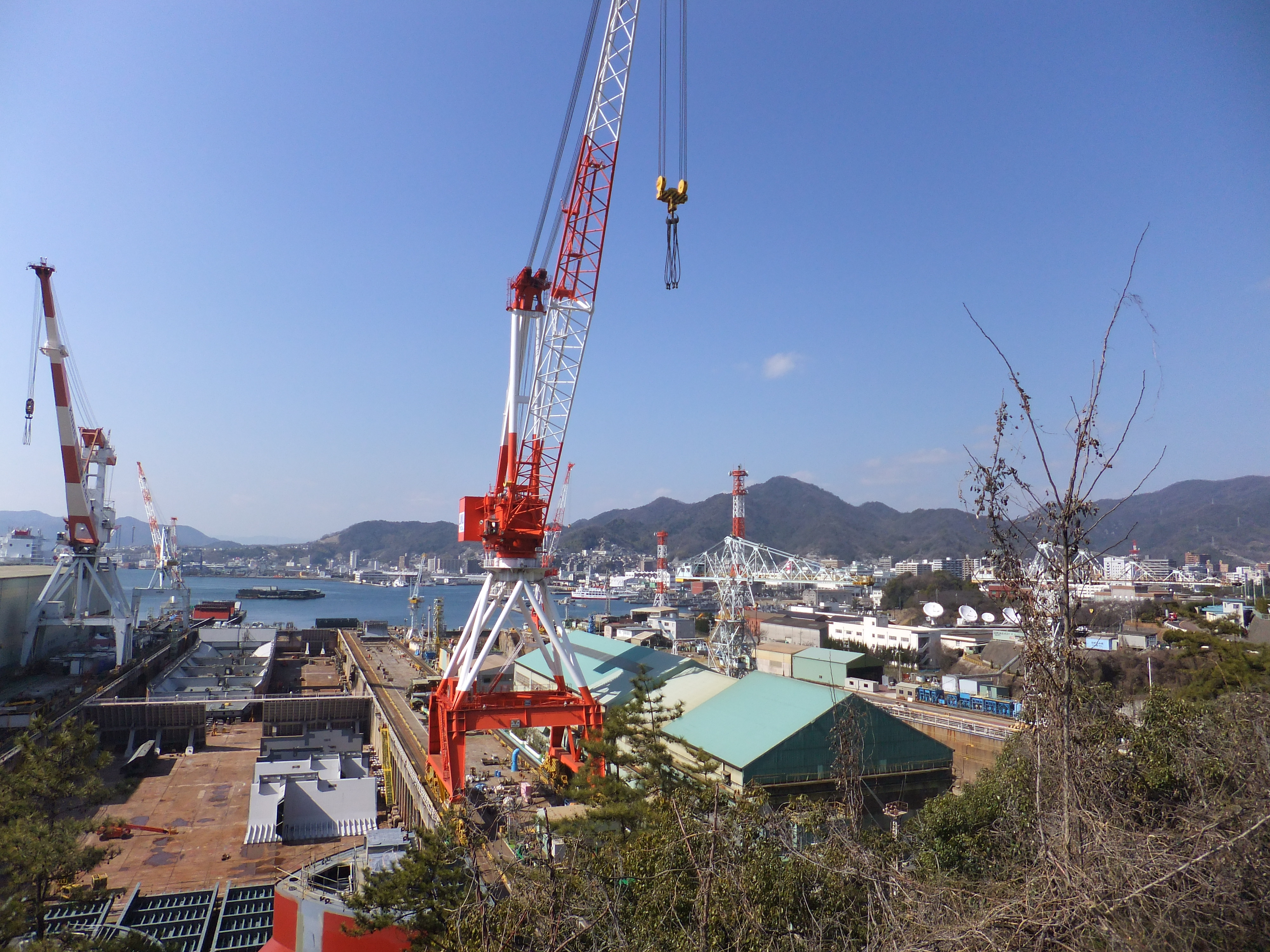
歴史の見える丘から西方向を望む。旧呉工廠の敷地であり、左に見切れている建物が戦艦大和の旧ドック上屋になる。

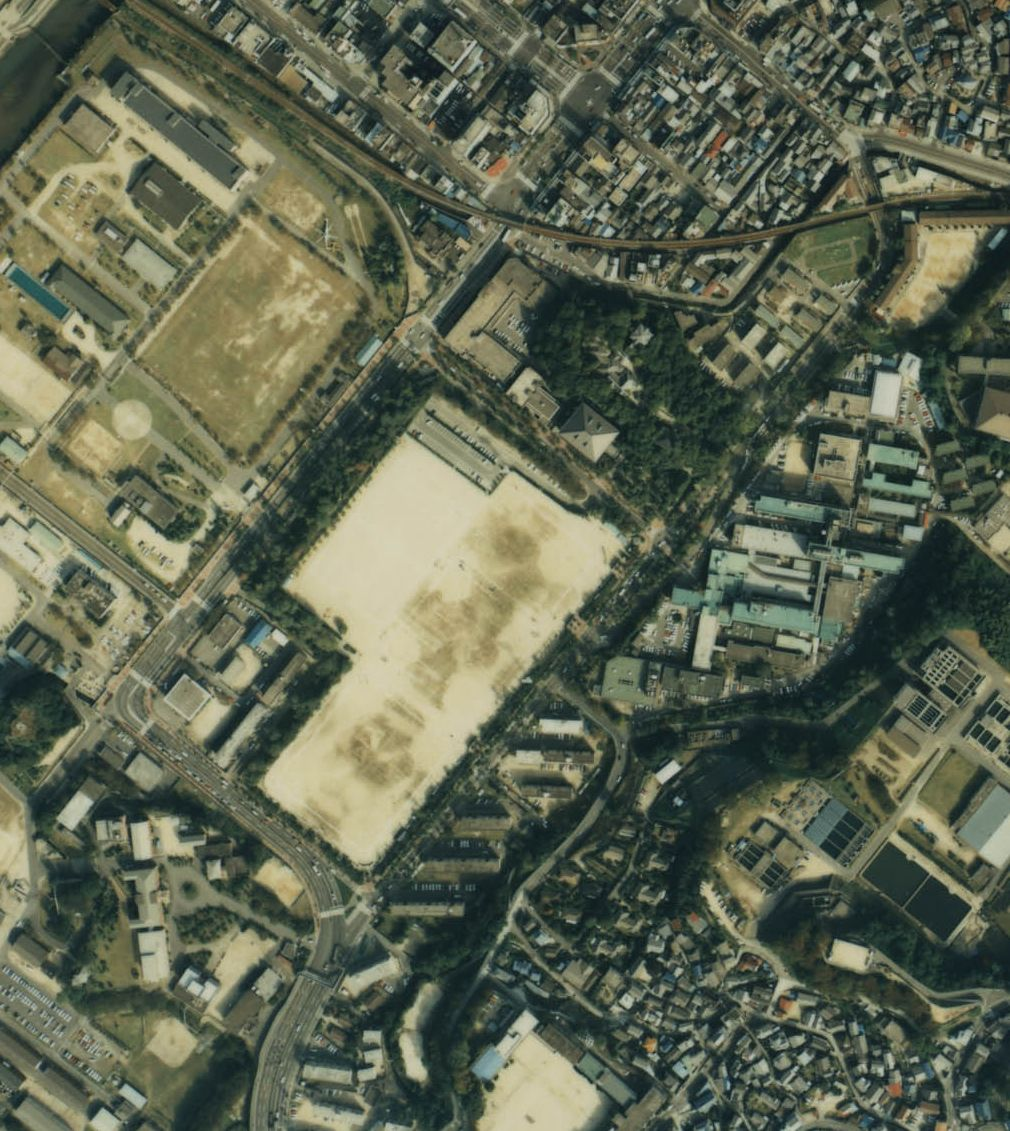
1988年の呉市入船山公園。中央の広場は旧「海軍練兵場」。他の鎮守府では練兵場でスポーツが行われた記録が残っているため、呉でもここでスポーツが行われた可能性が高い。ちなみに公園左から下にかけての敷地が海自呉地方隊にあたる。

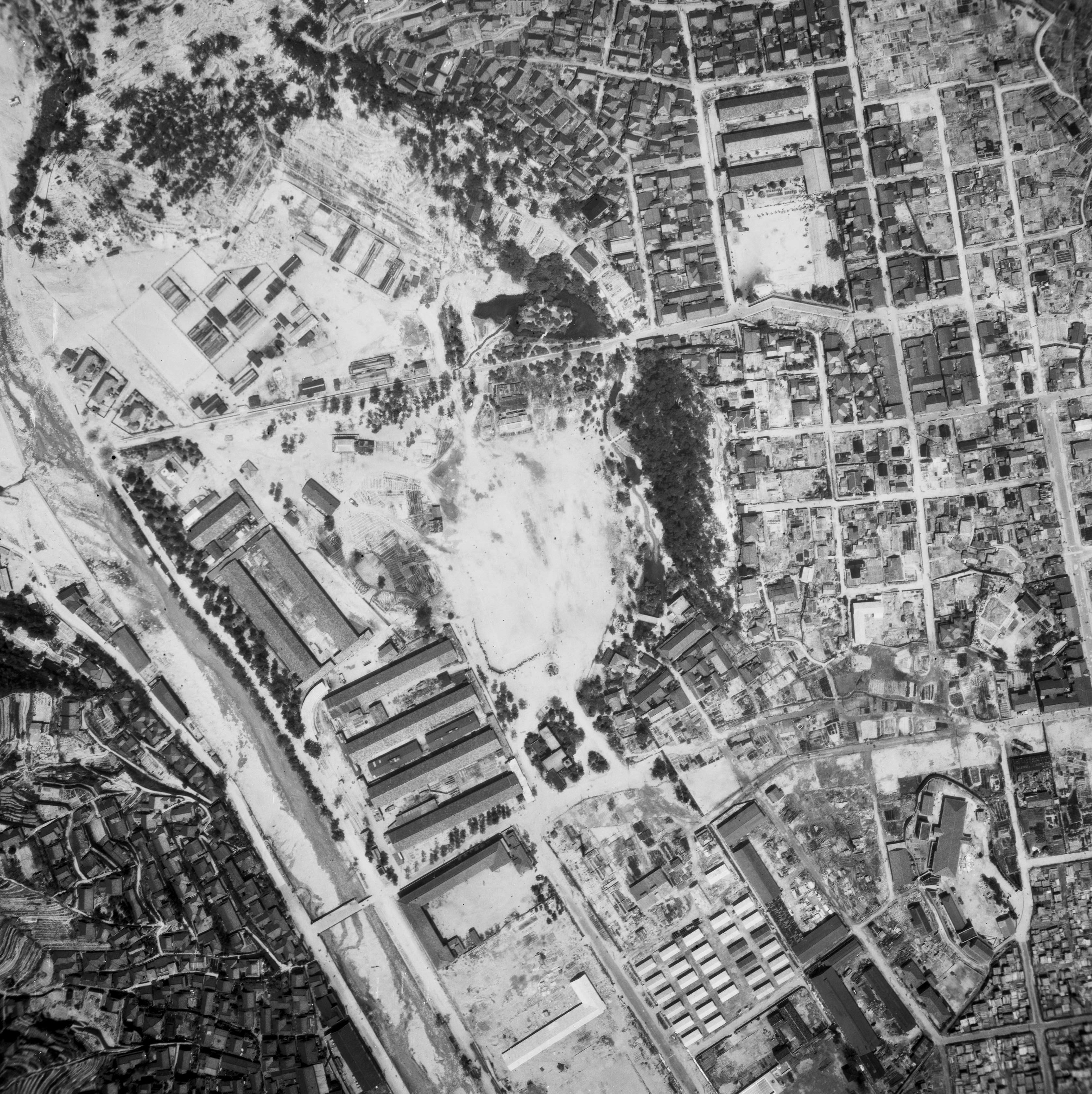
1947年米軍が撮影した呉市二河公園。呉工廠がここで試合した記録があり、バレーコートのような線も見える。左下側の建物は呉工廠工員寮。

1922年（大正11年）、呉工廠砲熕部で結成された「壬士倶楽部（じんしくらぶ）」がそもそもの始まりで、のち呉工廠の他の部署でもチームが出来、その中の一つである「呉水雷クラブ」が初めて全国大会で優勝、1933年（昭和8年）それら各チームから選抜編成された全呉工廠選抜が最終的なこのチームにあたる。終戦時の海軍工廠解体に伴い廃部となった。
チームは男女共に存在したが、特に全国大会での記録として残っているのは男子チームで、昭和初期に全盛期を極め戦前における強豪チームであった。学生バレーボール全盛期だった近代の男子バレーボール界において唯一タイトルを争った実業団チームであり、終戦までその強さを維持した。
なお、壬士倶楽部は日本初の男子実業団バレーボールチームであり、Vリーグをはじめとするバレーボール関連資料ではNECブルーロケッツ（創設年不明）とともに日本の近代バレーボール初期から存在したチームと言われている。現在広島市を拠点に活動するVリーグ・JTサンダーズ（旧大蔵省広島専売）は戦前に対戦した記録が残っている。現在呉市が公表する市の歴史にもその名が刻まれている。

## 沿革

### 背景
旧海軍において、まず近代スポーツが導入されたのは海軍兵学校からである。近代軍隊導入にあたり明治政府は海軍にはイギリス式を採用、そのイギリス海軍武官が教官に赴任した海軍兵学校において「娯楽」「慰安」に加え「体練」「たくましい軍人像」を形成できるとして近代スポーツを推奨した。ただ海軍自体は当初スポーツを奨励していたわけではなく、本格的な導入は第1次世界大戦以降の1920年代のことであった。これは、ストックホルムオリンピックで優勝したアメリカ合衆国代表約300人中80人がフランス代表280人中100人が軍人であったことなど、この頃軍人がスポーツに従事するのは世界的な流れとなっており、旧日本軍もその流れに乗った形であった。呉鎮守府には1922年（大正11年）3月から陸上競技が正科に採用された。
海軍工廠の中で最も早くスポーツを導入したのがこの呉工廠であり、1889年（明治22年）職工の体練として野球クラブが結成された。ただ工廠でスポーツが推奨されたのには他の理由もある。当時東洋一の海軍工廠と謳われた呉工廠は、劣悪な労働環境から労働運動（ストライキ）や暴動（1918年米騒動など）そして戦争時には反戦運動も起こっていたため、海軍はそれら職工たちの不満の矛先をかわし和らげるため「娯楽」としてのスポーツを活用し、競技大会を開いたり福利厚生として”体育普及費”を別途支給するなど苦心した。他チームより運動靴など道具も充実しており、後述のように太平洋戦争中でも全国大会へ出場ができたのはこの軍によるサポートがあったためである。
呉市でのバレーボールは、まず教員達から始まったものである。1919年（大正8年）多田徳雄を講師として行われた”県下排球講習会”に参加した呉市教員によって、呉市の教員間で広まり教員団を結成するに至っている。後に呉鎮守府内でもバレーボールは盛んに行われるようになり、艦船ごとのスポーツも公務上必要な活動として軍からも認められ各軍艦ごとに1チーム存在していた。例えば1926年（大正15年）”呉海軍排球大会”では準決勝に日向/港務部/海兵団/防備隊の4チームが進出し日向が優勝している記録が残っている。呉工廠内でもバレーボールは盛んで、佐世保海軍工廠や横須賀海軍工廠など他でも行われていたが、呉ではレクリエーションとして工場対抗でバレーボール大会が行われていたなど、海軍工廠の中でも一番バレーボール熱が高かった。
このような環境の中で、呉工廠内にバレーボールチームが誕生することになる。

### バレー倶楽部誕生
1922年（大正11年）、呉工廠で艦砲の製造・開発を行っていた砲熕部の製図工・河野実一は、呉教員たちのバレーを見て感化され、自ら発起人となって12人制バレーチーム「壬士倶楽部」を結成した。このクラブは日本男子バレー界における実業団チーム第1号である。1925年（大正14年）ごろに9人制バレーに替わったと言われている。チーム強化は呉教員チームとの対戦でお互い競い合い、これに続いて他の部署でもバレーチームが誕生していき、共に切磋琢磨しあった。
以下、当時の全国レベルの大会である明治神宮競技大会と全日本排球選手権大会（現全日本9人制バレーボール総合選手権）の地区予選の記録に残っているチームを列挙する。
| チーム名                    | 結成元         | 結成年 | 備考                                             |
| --------------------------- | -------------- | ------ | ------------------------------------------------ |
| 壬士倶楽部 （呉砲熕クラブ） | 砲熕部         | 1922   | 初めて全国大会へ出場。のち呉砲熕に改名。         |
| 呉製鋼クラブ                | 製鋼部         | 不明   | [ 25 ] [ 27 ]                                    |
| 呉むつみクラブ              | 魚雷実験部     | 不明   | [ 24 ]                                           |
| 呉水雷クラブ                | 水雷部製図工場 | 1926   | 豊島明男が中心となって結成。初めて全国大会優勝。 |

結成元の詳細は海軍工廠#新たに増設された部署を参照。これに加えOBチームも存在した。詳細は不明で呉工廠のチームではない可能性もあるが「呉火薬」「呉製鑵」というチームも予選に出場している。なお呉工廠広支廠、のちの広海軍工廠にチームがあったかは不明である。
これらのチームは下記#戦績でもわかるように必ずどこかが全国大会に出場していたわけではなく、日本の近代バレーに大きく関与した広島二中をはじめとする広島市の強豪チームと中国地区代表の覇権を争った。
そして全国大会での最大のライバルが、日本初のバレー専門チームである神戸高等商業学校（のち神戸商大/日本のバレーボールも参照）。神戸高商は2つの全国大会で第1回大会から連覇を続けており、当初は彼らにとって見上げる存在であった。呉工廠のバレーチームは共に強化に務めた結果、呉水雷が神戸高商の連覇を止めることになる。
こうした中で、1930年（昭和5年）第9回極東選手権競技大会において多田徳雄監督のもと全日本が初めて選抜チームとして編成され、呉水雷から谷山峻が選ばれている。

### 全呉工廠結成
1933年（昭和8年）、その前年に全日本選手権で初優勝した呉水雷の豊島明男は更なる強豪チームをつくりあげようと、砲熕部・水雷部・製鋼部などから選手を選抜した全呉工廠「呉工廠排球チーム」を結成し全国大会での優勝を目指した。選手の殆どが呉工廠見習工出身であり、豊島は彼ら若手を鍛え上げた。結果、同年の明治神宮大会でいきなり優勝、以降も毎年必ずタイトルを獲るチームとなった。なお下記や#戦績からも分かる通り、元からあった個別のチームもそのまま活動している。
このころ神戸商大は優秀な選手が卒業し社会に出たことや附属商学専門部を廃止（神戸高商の廃止）したことによりチーム力が低下し、代わって王座に座ったのがこの呉工廠である。また学生界には、日本體操（日体大）・東京帝大（東大）・八高（名古屋大）・京都帝大（京大）なども台頭し、その中で学生王者となっていったのが早稲田大であり、以降呉工廠は2大大会を早稲田と競うことになる。早稲田大学バレーボール部の創設者は、広島二中（現広島観音高校）出身の赤城功であった。
特に早稲田との名勝負となったのが1934年（昭和9年）全日本選手権大会決勝である。1セット目を呉工廠が21-19でとった後、2セット目デュースとなり23-25で早稲田がとり、最終3セット目もデュースの末22-20で呉工廠が勝利し優勝した。この試合は双方とも好打好守の応酬で白熱した好ゲームとなり観客を熱狂させた。のちの試合では早稲田に雪辱を果たされることにもなった。
同1934年第10回極東選手権競技大会が開催され、呉工廠から谷山・土田弘・大橋太郎の3人が全日本に選出された。この大会には、広島二中クラブの長崎重芳、広島二中～早稲田大学に進んだ赤城功、山口祚一郎、広島二中～広島専売局に入局した温井政記も全日本に選出され、13人中7人が広島出身者で占められた。
1935年（昭和10年）以降になると男女とも実業団チームの台頭が目立つようになり、呉工廠はその筆頭として覇権を争った。
1937年（昭和12年）から1939年（昭和14年）まで呉工廠バレーは活動を自粛している。これは日中戦争へ突入し時局が悪化したためであり、呉工廠の選手も召集され戦地へと向かっている。他の実業団も同様であり、1937年/1938年全日本選手権山陽地区予選では男女とも全チーム辞退している。一方で呉で行われた大会には出場しており、1937年全日本選手権が終わった後に開催された第6回西日本選手権大会は呉砲熕と呉水雷で決勝が行われている。ちなみに、1937年11月呉工廠で”大和”起工1940年（昭和15年）8月進水、つまりバレーチームが活動自粛していた時期に大和が建造されていたことになる。
1940年（昭和15年）、活動を再開し全国大会へ出場、明治神宮大会決勝で早大と対戦し準優勝に終わる。1941年（昭和16年）太平洋戦争が始まるも明治神宮大会は引き続き行われ、1942年（昭和17年）国民錬成大会と改名した大会において呉工廠は3度目の優勝を飾ることになる。

### その後

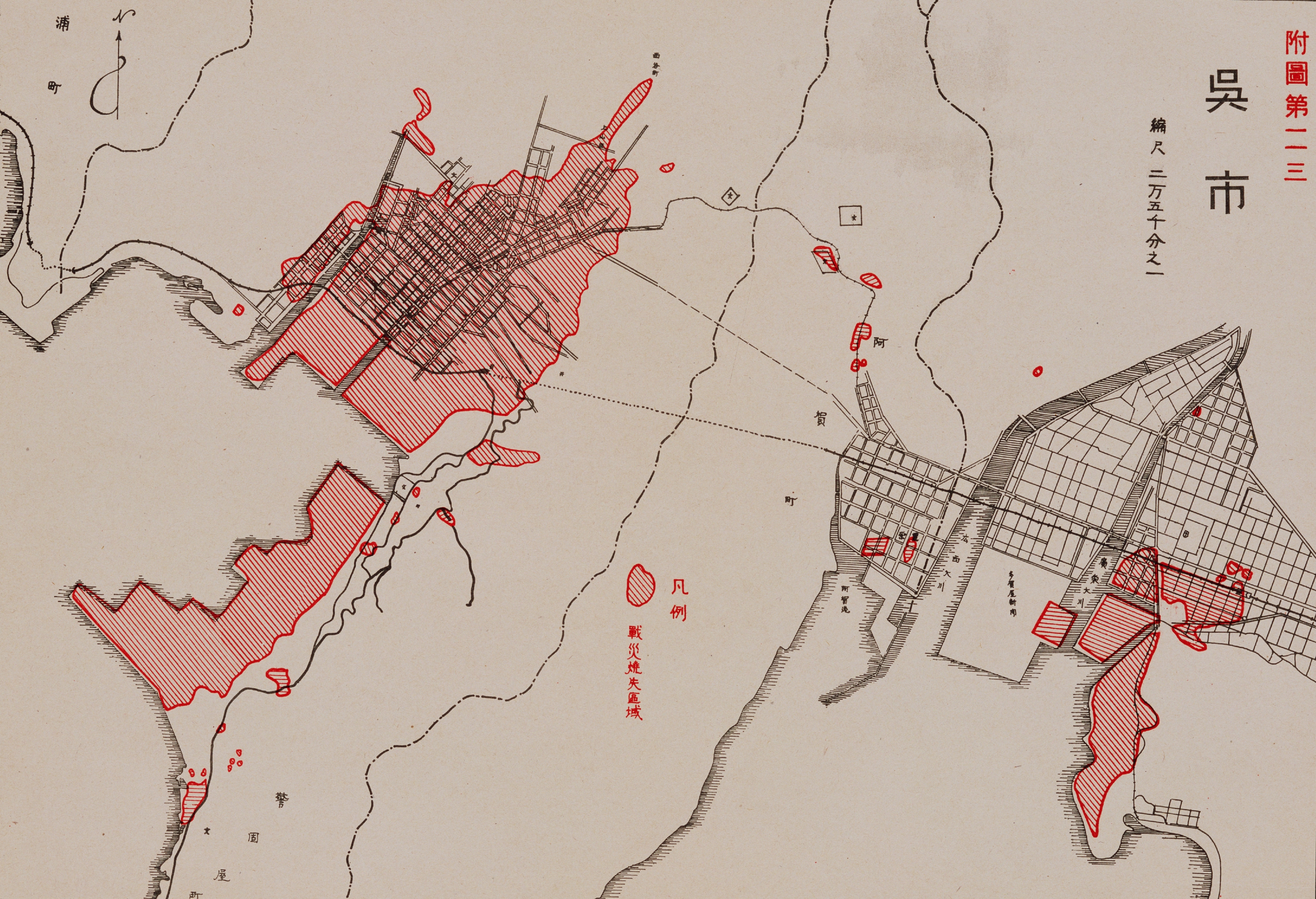
呉軍港空襲戦災概況図。左側が呉市中心部であり、港内に沿って呉工廠の施設があった。

1943年（昭和18年）、戦争の時局悪化によりバレーの全国大会は以降全て中止となった。
1945年（昭和20年）、太平洋戦争末期にはアメリカ軍による呉鎮守府および呉工廠を狙った呉軍港空襲により、呉工廠は大打撃を受けている。同年8月、終戦、これにより呉工廠は解体されバレークラブも消滅することになった。なお出征状況や戦中の空襲被害など、選手たちの当時の詳細状況は不明である。
呉工廠は、アメリカ企業ナショナル・バルク・キャリアと播磨造船所が引き継ぎ、ついで石川島播磨重工業、そして現在のIHIへと続いていく。
戦後、元呉工廠選手の何人かは尼崎製鉄呉製鋼所（現神戸製鋼所）でバレーを続け、1947年（昭和22年）全日本選手権で再び優勝の栄冠を手にすることになる。

## 女子
呉工廠には女子チームも存在し、1942年に撮影された集合写真も残っている。ただ全国大会での出場記録は残っていない。
女子バレーは男子に比べ早くから全国に普及しており、昭和初期時点で強豪チームがかなり存在していた。広島県もそうであり、呉市においては明治神宮大会で準優勝した土肥高女（清水ヶ丘高の前身）、広島市においては全日本選手権を連覇した広島専売や県女・市女と、県内に強豪チームがひしめいており、それらに全国大会行きを阻まれた。
なお、1963年（昭和38年）石川島播磨重工業呉女子バレーボール部が創部するが、後続クラブであると明記された資料は不明である。

## 戦績
以下、記録としてわかるもののみ記載。

### 明治神宮大会
- 第2回大会 - 壬士倶楽部が呉工廠のチームとして初出場[19][42]。なおこの年から9人制バレーが採用されている[43]。

| 1925年 1回戦 |      |      |  |
| 壬士         | 棄権 | 五高 |  |
|              |      |      |  |

| 1925年 準決勝 |             |      |  |
| コメット      | 2 - 0       | 壬士 |  |
| 21            | Set 1 Set 2 | 13 2 |  |

- 第3回大会 - 呉工廠チーム予選敗退[22]。

- 第4回大会 - 呉水雷クラブ初出場、準優勝[44]。

| 1927年 準決勝 |                   |         |  |
| 呉水雷        | 2 - 1             | 八高    |  |
| 14 21         | Set 1 Set 2 Set 3 | 21 13 7 |  |

| 1927年 決勝 |             |        |  |
| 神戸商高    | 2 - 0       | 呉水雷 |  |
| 21          | Set 1 Set 2 | 10 9   |  |

- 第5回大会 - 呉水雷クラブ出場[26]。

| 1929年 第3次試合 |                   |          |  |
| 呉水雷           | 3 - 0             | 浦高     |  |
| 21               | Set 1 Set 2 Set 3 | 13 10 15 |  |

| 1929年 準決勝 |                               |                |  |
| 香川師範      | 3 - 2                         | 呉水雷         |  |
| 16 21 19 15   | Set 1 Set 2 Set 3 Set 4 Set 5 | 21 18 14 21 11 |  |

- 第6回大会 - 呉工廠チーム予選敗退[45]。

- 第7回大会 - 呉工廠チーム初優勝[3]。

| 1933年 第3次試合 |             |      |  |
| 呉工廠           | 2 - 0       | 八高 |  |
| 21               | Set 1 Set 2 | 15 9 |  |

| 1933年 準決勝 |             |          |  |
| 呉工廠        | 2 - 0       | 大阪外語 |  |
| 21            | Set 1 Set 2 | 16 11    |  |

| 1933年 決勝 |             |          |  |
| 呉工廠      | 2 - 0       | 神戸高商 |  |
| 21          | Set 1 Set 2 | 19 11    |  |

- 第8回大会 - 呉工廠チーム優勝[27]。

| 1935年 第3次試合 |             |        |  |
| 呉工廠           | 2 - 0       | 全沖縄 |  |
| 22 21            | Set 1 Set 2 | 20 8   |  |

| 1935年 準決勝 |             |          |  |
| 呉工廠        | 2 - 0       | 大連満鉄 |  |
| 21            | Set 1 Set 2 | 16 16    |  |

| 1935年 決勝 |                   |          |  |
| 呉工廠      | 2 - 1             | 早大     |  |
| 15 21 24    | Set 1 Set 2 Set 3 | 21 18 22 |  |

- 1937年から1939年まで活動自粛

- 第11回大会 - 呉工廠チーム準優勝[46]。

| 1940年 準決勝 |             |       |  |
| 呉工廠        | 2 - 0       | 関学  |  |
| 21            | Set 1 Set 2 | 16 19 |  |

| 1940年 決勝 |             |        |  |
| 早大        | 2 - 0       | 呉工廠 |  |
| 22 21       | Set 1 Set 2 | 15 20  |  |

- 第12回大会 - 呉工廠チーム準優勝[47]。

| 1941年 準決勝 |       |          |  |
| 呉工廠        | 2 - 1 | 満州化学 |  |
|               |       |          |  |

| 1941年 決勝 |             |        |  |
| 昭和製鋼    | 2 - 0       | 呉工廠 |  |
| 21          | Set 1 Set 2 | 13 17  |  |

- 第13回大会 - 呉工廠チーム優勝[37]。

| 1942年 準決勝  |                               |                |  |
| 呉工廠         | 3 - 2                         | 九大           |  |
| 22 21 23 19 27 | Set 1 Set 2 Set 3 Set 4 Set 5 | 24 14 21 21 25 |  |

| 1942年 決勝 |                         |             |  |
| 呉工廠      | 3 - 1                   | 朝鮮鉄道    |  |
| 21 26 16 21 | Set 1 Set 2 Set 3 Set 4 | 16 24 21 12 |  |

### 全日本選手権
- 1927年 - 関東/関西/東海地区予選のみ行われ、中国地区予選は開かれず[44]。なお極東選手権競技大会に日本代表として出場するチームを決定する大会でもあった[44]。

- 1928年 - 呉水雷クラブが中国地区第二代表として初出場[48]

| 1928年 一回戦 |      |      |  |
| 呉水雷        | 棄権 | 浦高 |  |
|               |      |      |  |

| 1928年 準決勝 |             |                |  |
| 呉水雷        | 2 - 0       | 神戸一中クラブ |  |
| 21            | Set 1 Set 2 | 19 9           |  |

| 1928年 決勝 |             |        |  |
| 神戸商高    | 2 - 0       | 呉水雷 |  |
| 21          | Set 1 Set 2 | 10 6   |  |

- 1929年 - 中国予選は呉水雷クラブが優勝したが準優勝の呉むつみクラブが地区代表として出場、準優勝[26]

| 1929年 一回戦 |       |              |  |
| むつみ        | 2 - 0 | 名古屋新古倶 |  |
|               |       |              |  |

| 1929年 準決勝 |       |            |  |
| むつみ        | 2 - 1 | 神戸筒台倶 |  |
|               |       |            |  |

| 1929年 決勝 |             |        |  |
| 神戸商大    | 2 - 0       | むつみ |  |
| 21          | Set 1 Set 2 | 8 7    |  |

- 1930年 - 呉工廠チーム予選敗退[49]。

- 1931年 - 呉水雷クラブが中国地区代表として出場、準優勝[45]。

| 1931年 一回戦 |       |          |  |
| 呉水雷        | 3 - 1 | 日本體操 |  |
|               |       |          |  |

| 1931年 準決勝 |       |          |  |
| 呉水雷        | 3 - 1 | 香川師範 |  |
|               |       |          |  |

| 1931年 決勝 |       |        |  |
| 神戸商大    | 3 - 0 | 呉水雷 |  |
|             |       |        |  |

- 1932年 - 呉水雷クラブが初優勝[28]

| 1932年 一回戦 |             |          |  |
| 呉水雷        | 2 - 0       | 一神港商 |  |
| 21            | Set 1 Set 2 | 15 16    |  |

| 1932年 二回戦 |             |            |  |
| 呉水雷        | 2 - 0       | 全小倉師範 |  |
| 21            | Set 1 Set 2 | 16 12      |  |

| 1932年 決勝 |             |          |  |
| 呉水雷      | 2 - 0       | 京城師範 |  |
| 21          | Set 1 Set 2 | 14 18    |  |

- 1933年 - 呉工廠チーム予選敗退[3]。

- 1934年 - 呉工廠チームが初優勝[50]

| 1934年 一回戦 |             |          |  |
| 呉工廠        | 2 - 0       | 大阪外語 |  |
| 21            | Set 1 Set 2 | 16 7     |  |

| 1934年 準決勝 |             |      |  |
| 呉工廠        | 2 - 0       | 八高 |  |
| 21            | Set 1 Set 2 | 13 7 |  |

| 1934年 決勝 |                   |          |  |
| 呉工廠      | 2 - 1             | 早大     |  |
| 21 23 22    | Set 1 Set 2 Set 3 | 19 25 20 |  |

- 1935年 - 呉水雷クラブが山陽地区代表として出場[27]

| 1935年 準決勝 |                   |         |  |
| 早大          | 2 - 1             | 呉水雷  |  |
| 21 17 21      | Set 1 Set 2 Set 3 | 15 21 8 |  |

- 1936年 - 呉工廠優勝[38]

| 1936年 準決勝 |             |       |  |
| 呉工廠        | 2 - 0       | 東大  |  |
| 21            | Set 1 Set 2 | 15 10 |  |

| 1936年 決勝 |             |       |  |
| 呉工廠      | 2 - 0       | 早大  |  |
| 21          | Set 1 Set 2 | 15 16 |  |

- 1937年から1939年まで活動自粛

- 1940年 - 山陽予選ではベスト4の全呉工廠/砲熕/広島高校/呉工廠Aのうち全呉工廠と広島高校が勝ち抜いたが、本大会では「呉第一」「呉第二」が出場している[46]ため、広島高校は出場辞退し呉工廠が2チーム編成で出場した可能性が高い。

| 1940年 第2回戦 |       |        |  |
| 呉第一         | 2 - 0 | 清水倶 |  |
|                |       |        |  |

| 1940年 第2回戦 |       |          |  |
| 呉第二         | 2 - 0 | 金沢高工 |  |
|                |       |          |  |

| 1940年 準々決勝 |       |        |  |
| 満州化学        | 2 - 1 | 呉第一 |  |
|                 |       |        |  |

| 1940年 準々決勝 |       |      |  |
| 呉第二          | 2 - 1 | 関学 |  |
|                 |       |      |  |

| 1940年 準決勝 |             |          |  |
| 昭和製鋼      | 2 - 1       | 呉第二   |  |
| 14 21         | Set 1 Set 2 | 21 11 10 |  |

- 1941年 - 広島高工と呉工廠が山陽予選を勝ち上がったが、本大会は都合により中止となった[47]。

- 1942年 - 呉工廠準優勝[37]。

| 1942年 第2回戦 |       |            |  |
| 呉工廠         | 2 - 0 | 名古屋高商 |  |
|                |       |            |  |

| 1942年 準決勝 |                   |          |  |
| 呉工廠        | 2 - 1             | 福岡高倶 |  |
| 19 21         | Set 1 Set 2 Set 3 | 21 18 14 |  |

| 1942年 決勝 |                   |          |  |
| 東大        | 2 - 1             | 呉工廠   |  |
| 13 21 22    | Set 1 Set 2 Set 3 | 21 15 20 |  |

### 一覧
以下に、初めて全国大会に出場した1925年から戦後1947年までの呉工廠関連チームが参加した2大大会での決勝進出チームを列挙する。太字が呉工廠関連。
| 年度               | 明治神宮大会 | 明治神宮大会 | 全日本選手権 | 全日本選手権 | 備考                  |
| 年度               | 優勝         | 準優勝       | 優勝         | 準優勝       | 備考                  |
| ------------------ | ------------ | ------------ | ------------ | ------------ | --------------------- |
| 1925年（大正14年） | 神戸高商     | コメット     | ×            | ×            | 壬士倶ベスト4         |
| 1926年（大正15年） | 神戸高商     | コメット     | ×            | ×            | 予選敗退              |
| 1927年（昭和2年）  | 神戸高商     | 呉水雷       | 神戸高商     | 第八高校     | 全日本出場権なし      |
| 1928年（昭和3年）  | -            | -            | 神戸高商     | 呉水雷       |                       |
| 1929年（昭和4年）  | 神戸高大     | 香川師範     | 神戸高大     | 呉むつみ     | 神宮は呉水雷がベスト4 |
| 1930年（昭和5年）  | -            | -            | 神戸高大     | 香川師範     | 予選敗退              |
| 1931年（昭和6年）  | 神戸高大     | 東大         | 神戸高大     | 呉水雷       | 神宮予選敗退          |
| 1932年（昭和7年）  | -            | -            | 呉水雷       | 京城師範     |                       |
| 1933年（昭和8年）  | 呉工廠       | 神戸高大     | 広島二中倶   | 三神同好会   | 全日本予選敗退        |
| 1934年（昭和9年）  | -            | -            | 呉工廠       | 早大         |                       |
| 1935年（昭和10年） | 呉工廠       | 早大         | 早大         | 島根         | 全日本ベスト4         |
| 1936年（昭和11年） | -            | -            | 呉工廠       | 早大         |                       |
| 1937年（昭和12年） | 呉工廠不参加 | 呉工廠不参加 | 呉工廠不参加 | 呉工廠不参加 | 呉工廠不参加          |
| 1938年（昭和13年） | 呉工廠不参加 | 呉工廠不参加 | 呉工廠不参加 | 呉工廠不参加 | 呉工廠不参加          |
| 1939年（昭和14年） | 呉工廠不参加 | 呉工廠不参加 | 呉工廠不参加 | 呉工廠不参加 | 呉工廠不参加          |
| 1940年（昭和15年） | 早大         | 呉工廠       | 昭和製鋼     | 早大         | 全日本は上記          |
| 1941年（昭和16年） | 昭和製鋼     | 呉工廠       | （中止）     | （中止）     |                       |
| 1942年（昭和17年） | 呉工廠       | 朝鮮鉄道     | 東大         | 呉工廠       |                       |
| 1943年（昭和18年） | （中止）     | （中止）     | （中止）     | （中止）     | （中止）              |
| 1944年（昭和19年） | （中止）     | （中止）     | （中止）     | （中止）     | （中止）              |
| 1945年（昭和20年） | （中止）     | （中止）     | （中止）     | （中止）     | （中止）              |
| 1946年（昭和21年） | （廃止）     | （廃止）     | 全兵庫       | 早大         |                       |
| 1947年（昭和22年） | （廃止）     | （廃止）     | 尼崎製鉄呉   | 福岡ク       |                       |

## 在籍していた主な選手
- 谷山峻 - 呉水雷→呉工廠。第9回・第10回極東選手権競技大会全日本。
- 土田弘 - 呉工廠。第10回極東選手権競技大会全日本。
- 大橋太郎 - 呉工廠。第10回極東選手権競技大会全日本。
- 永井猛敏 - 呉工廠[4]。

## 参考資料
- 金枡晴海『広島スポーツ100年』中国新聞社、1979年9月1日。
- 河野徳男・発行責任者『広島スポーツ史』広島県体育協会、1984年5月20日。
- 呉バレーボール協会
- 高嶋航「菊と星と五輪 -1920年代における日本陸海軍のスポーツ熱-」（PDF）『京都大學文學部研究紀要』第52号、京都大学、2013年3月31日、195-286頁、2014年8月19日閲覧。
- 高嶋航「戦時下の日本陸海軍とスポーツ」（PDF）『京都大學文學部研究紀要』第53号、京都大学、2014年3月20日、45-139頁、2014年8月23日閲覧。
- 『運動年鑑 各号』朝日新聞社